# Вулиця Павла Тичини (Черкаси)
Вулиця Па́вла Тичи́ни — одна з вулиць у місті Черкаси. Знаходиться у мікрорайоні Дахнівка.

## Розташування
Вулиця починається від вулиці Набережної, простягається на південний схід і знову впирається у вулицю Набережну. До неї примикає вулиця Івана Ле та перетинає вулиця Праслов'янська.

## Опис
Вулиця неширока та неасфальтована, забудована приватними будинками.

## Історія
До 1983 року вулиця називалась на честь російського письменника Івана Крилова, а після приєднання села Дахнівка до міста Черкаси була перейменована на честь українського письменника Павла Тичини.